# Relações entre Chade e Líbia
As relações entre Chade e Líbia resultam de séculos de laços étnicos, religiosos e comerciais.

## História

### Década de 1960
Sob o domínio colonial francês e italiano, respectivamente, Chade e Líbia divergiram em orientação e desenvolvimento. Porém mesmo depois da independência do Chade em 1960, muitos nortistas ainda se identificavam mais intimamente com o povo líbio do que com o governo dominado pelos sulistas em N'Djamena. Depois de tomar o poder em 1969, chefe de Estado líbio Muammar Gaddafi reafirmou a reivindicação da Líbia a Faixa de Aozou, uma porção de 100.000 quilômetros quadrados ao norte do Chade, que incluía a pequena cidade de Aozou. A Líbia baseou sua reivindicação em um dos vários acordos pré-independência em relação às fronteiras coloniais e reforçaria essas reivindicações ao estacionar tropas na Faixa de Aozou inicialmente em 1972.
O desejo de Gaddafi de anexar a Faixa de Aozou surgiu de uma série de preocupações, incluindo a riqueza mineral relatada da região, como urânio. Ele também esperava estabelecer um governo amigo no Chade e estender a influência islâmica no Sahel através do Chade e do Sudão.
O presidente do Chade, Hissène Habré, seria vigorosamente ajudado pela ex-potência colonial, a França, que desejava limitar os projetos de expansão da Líbia em uma área com estreita ligação com Paris. O apoio francês incluía o envio de tropas para combater os líbios no território chadiano. Ao fazê-lo, a França foi politicamente apoiada pelos Estados Unidos, também preocupados com o crescente expansionismo de Gaddafi.
Um conjunto complexo de interesses simbólicos também subjacentes a busca do território e influência líbia no Sahel. A retórica anticolonial e anti-imperialista de Gaddafi vacilou entre os ataques aos Estados Unidos e uma campanha focada na presença pós-colonial europeia na África. Ele esperava enfraquecer os laços do Chade com o Ocidente e assim reduzir a incorporação da África no sistema de Estado-nação dominado pelos ocidentais. Forçar a revisão de uma das fronteiras colonizadas afirmadas pela Organização da Unidade Africana (OUA) em 1963, foi um passo nessa direção — que parecia possível no contexto da turbulenta nação chadiana, que os membros da OUA apelidaram de "elo mais fraco" do continente.

### Década de 1970
Gaddafi tentou alianças com vários líderes rebeldes antigoverno no Chade durante os anos 1970, incluindo Goukouni Oueddei, Abba Siddick, Ahmat Acyl (um chadiano de origem árabe) e Wadel Abdelkader Kamougué, um sulista. Goukouni e Acyl eram mais simpáticos às ambições regionais de Gaddafi, mas estes dois homens entraram em confronto em 1979, levando Acyl a formar o Conselho Revolucionário Democrático. Após a morte de Acyl em 1982, o apoio líbio oscilou fortemente para o Governo de União Nacional de Transição (GUNT) de Goukouni. A Líbia interveio militarmente no Chade em 1978 e 1979, iniciando o conflito entre Chade e Líbia.

### Década de 1980

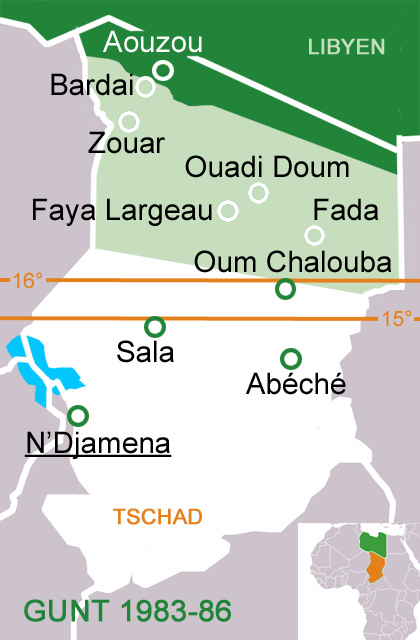
Zona controlada pelo GUNT no Chade em 1986/1987 (verde claro), "linha vermelha" nas latitudes 15 e 16 (1983 e 1984) e a Faixa de Aouzou ocupada pela Líbia (verde escuro).

Em 1980, a Líbia interveio novamente na guerra civil do Chade, ocupando a maior parte do país, incluindo a capital de N'Djamena, em dezembro. Em 6 de janeiro de 1981, um comunicado conjunto foi emitido em Trípoli pelo líder líbio Gaddafi e o líder rebelde chadiano Goukouni declarando que a Líbia e o Chade decidiram "trabalhar para alcançar a unidade plena entre os dois países". Diante da forte condenação internacional e da oposição interna dos rebeldes chadianos, Gaddafi e Goukouni retrocederam e suas relações logo se deterioraram quando Goukouni tentou acomodar a pressão internacional e interna para acabar com a presença militar líbia. Posteriormente, em 29 de outubro, Goukouni exigiu que as forças líbia fossem retiradas até o final do ano e, com uma rapidez surpreendente, Gaddafi cumpriu e retirou todas as tropas líbias para a Faixa de Aouzou até 16 de novembro. A facção rebelde Forças Armadas do Norte (FAN) liderada por Hissène Habré subiu ao poder e em 1982 expulsou Goukouni de N'Djamena, forçando sua facção GUNT a retirar-se para o norte.
Habré seria repelido pelo GUNT em dezembro e janeiro de 1983, no entanto, e, posteriormente, Gaddafi decidiu apoiar o GUNT de Goukouni mais uma vez. Uma nova intervenção da Líbia se seguiu em junho, embora fosse em grande parte através do apoio material a ofensiva do GUNT. A França (no âmbito da Operação Manta), os Estados Unidos e o Zaire intervieram em nome de Habré e repeliram o GUNT, apoiado pela Líbia, no final de julho.
Em meados de 1988, Gaddafi parecia mais disposto a chegar a um acordo com Habré do que continuar a apoiar os seus frágeis aliados, que sofreram perdas nas mãos de Habré. Os chadianos e os líbios reuniram-se em agosto de 1988, e os dois governos concordaram em continuar as negociações. Ao mesmo tempo, as tropas líbias permaneceram na Faixa de Aozou.
Constantemente, as relações entre os dois países melhoraram, com Gaddafi dando sinais de que pretendia normalizar as relações com o governo do Chade, ao ponto de reconhecer que a guerra havia sido um erro. Em maio de 1988, o líder líbio declarou que reconheceria Habré como o presidente legítimo do Chade "como um presente para a África"; isso conduziria em 3 de outubro  a retomada das relações diplomáticas plenas entre os dois países. No ano seguinte, em 31 de agosto de 1989, representantes chadianos e líbios reuniram-se em Argel para negociar o Acordo-Quadro para Solução Pacífica da Disputa Territorial, pelo qual Gaddafi concordou em discutir com Habré a Faixa de Aouzou e trazer a questão ao Tribunal Internacional de Justiça (TIJ) para uma decisão vinculativa caso falhassem as conversações bilaterais. Por conseguinte, após um ano de negociações inconclusivas, as partes apresentaram  o litígio em setembro de 1990 ao Tribunal Internacional de Justiça. 
As relações chadiano-líbias melhorariam ainda mais quando Idriss Déby, apoiado pela Líbia, derrubou Habré em 2 de dezembro. Gaddafi foi o primeiro chefe de Estado a reconhecer o novo regime, e também assinou tratados de amizade e cooperação em vários níveis; porém, a respeito da Faixa de Aouzou, Déby seguiu seu antecessor declarando que se necessário lutaria para manter a Faixa fora das mãos da Líbia. 

### Década de 1990
A disputa de Aouzou foi concluída definitivamente em 3 de fevereiro de 1994, quando os juízes do Tribunal Internacional de Justiça por uma maioria de 16 a 1 decidiram que a Faixa de Aouzou pertencia ao Chade. O acórdão do tribunal foi executado sem demora, tendo ambas as partes assinado, já em 4 de abril, um acordo relativo às modalidades práticas de execução do acórdão. Monitorada por observadores internacionais, a retirada das tropas líbias da Faixa começou em 15 de abril e foi concluída em 10 de maio. A transferência formal e definitiva da Faixa de Aouzou da Líbia para o Chade ocorreu em 30 de maio, quando as partes assinaram uma declaração conjunta afirmando que a retirada da Líbia tinha sido efetuada. 